# Arirang-Festival
Das Arirang-Festival ist eine nordkoreanische Massenveranstaltung, die im Stadion Erster Mai in Pjöngjang stattfindet und nach dem alten koreanischen Volkslied Arirang benannt ist.
Das Arirang-Festival zeigt die Geschichte Nordkoreas mittels Massentänzen und Massengymnastiken. An der Veranstaltung wirken über 100.000 Menschen mit. Es werden in einer präzisen Massenchoreographie auf der Rasenfläche Episoden sowohl aus der revolutionären Vergangenheit nachgestellt, wie z. B. die Taten der beiden Führer Kim Il-sung und Kim Jong-il, als auch der aus nordkoreanischer Sicht großartige Entwicklungsstand der Gegenwart. Auf der Tribüne hinter den Tanz- bzw. Gymnastikformationen sitzen Zehntausende anderer Mitwirkender, die aus einzelnen farbigen Pappkarten riesige Bilder nachzeichnen, die den Effekt ähnlich einer Großbildleinwand haben. Das Arirang-Festival ist im Guinness-Buch der Rekorde seit 2007 als größte Veranstaltung seiner Art verzeichnet.
Die Veranstaltung findet üblicherweise im Frühjahr und im Herbst eines jeden Jahres statt, allerdings gibt es immer wieder unregelmäßige Ausnahmen von dieser Regel. Für das Jahr 2011 war der Zeitraum vom 1. August bis 9. September geplant.
Zum Besuch des Arirang-Festivals werden auch ausnahmsweise Visa für Staatsbürger Südkoreas erteilt. Einige Jahre war diese Zeit auch die einzige Möglichkeit, in der die Einreise für US-Touristen genehmigt wurde, diese können aber seit 2009 ganzjährig einreisen.
Ähnliche Massenveranstaltungen finden in Nordkorea öfter statt, z. B. zu Feiertagen im Kim-Il-sung-Stadion. Im Rungnado-May-Day-Stadion fand im Frühjahr 2011 eine neue Veranstaltung namens Grand Magic Show statt, die sich an der Darstellung des Arirang-Festivals orientierte.

## Ablauf
- Einführung
- Prolog: Arirang
- 1. Akt: Das Arirang-Volk

- Szene 1: Unglückseliges Land
- Szene 2: Der Stern von Korea
- Szene 3: Mein Heimatland
- Szene 4: Unsere Waffen

- 2. Akt: Militär-Zuerst-Arirang

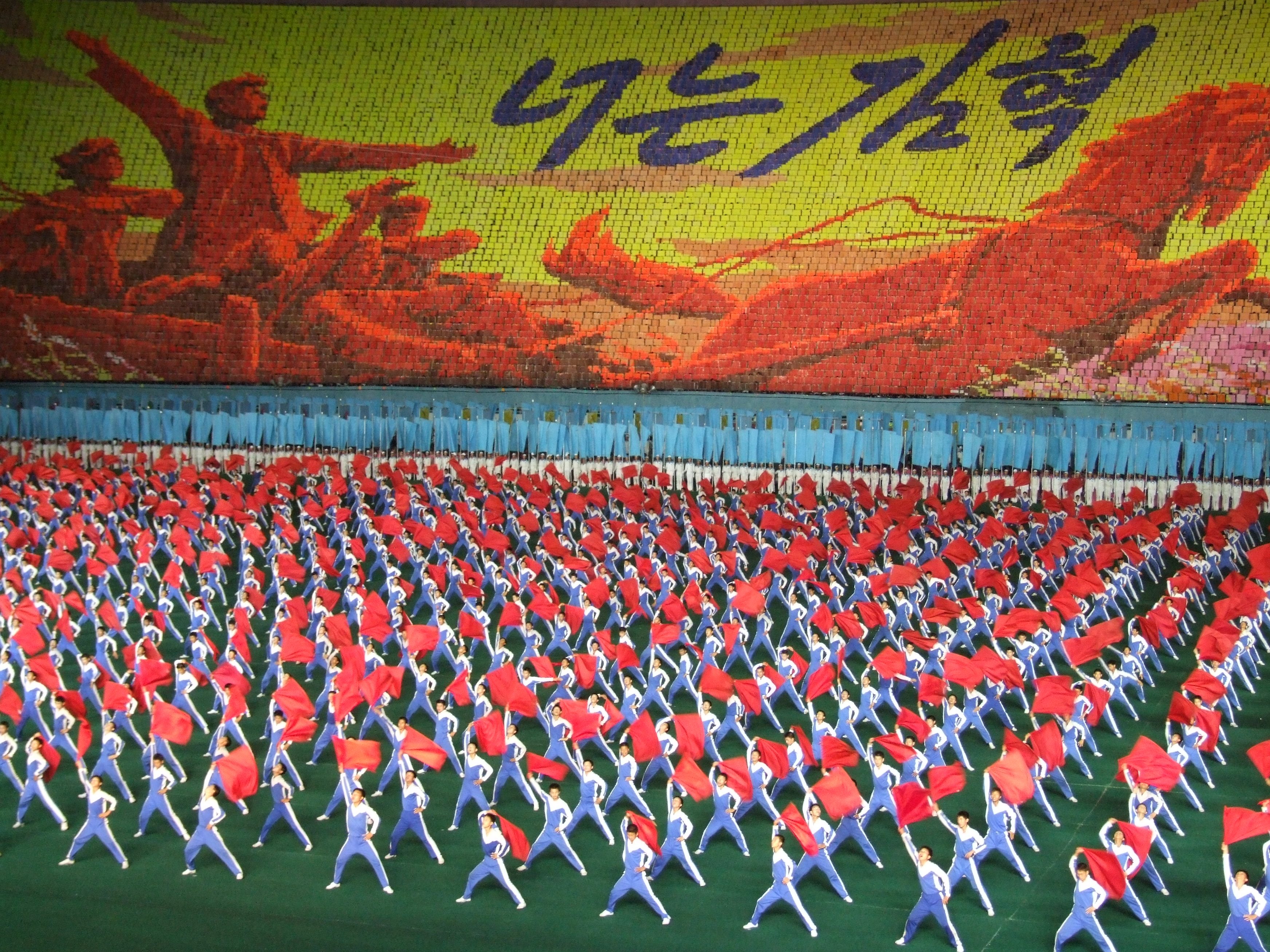
1. Akt, Szene 2

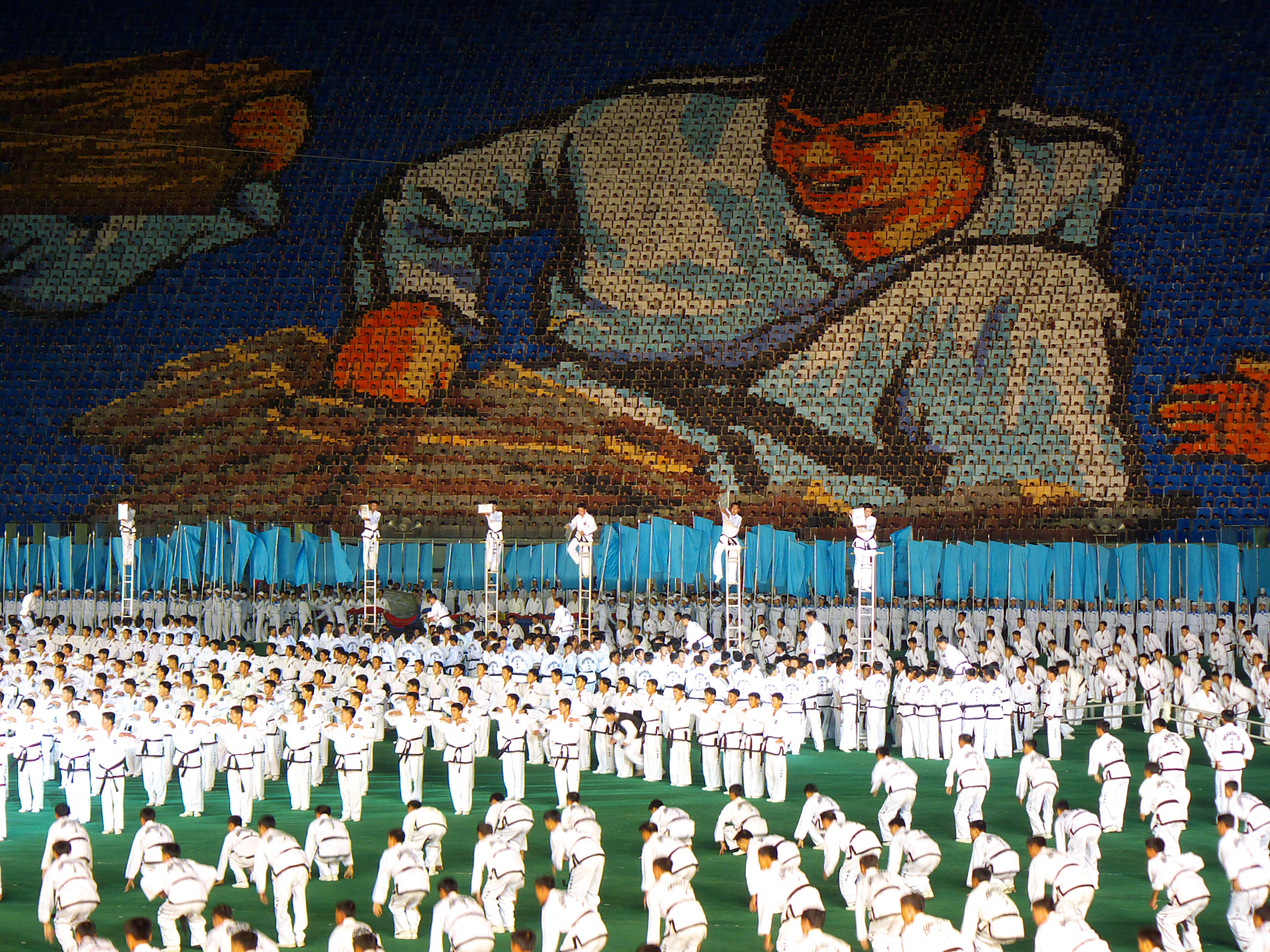
2. Akt, Szene 7

- Szene 1: Unser Sehen kennt kein Ende
- Szene 2: Blühe weithin
- Szene 3: Schaffung einer neuen Welt
- Szene 4: Mein gedeihendes Land
- Szene 5: 3000 Ri des Vinalon
- Szene 6: Noch höher, noch schneller
- Szene 7: Der Geist von Arirang

- 3. Akt: Arirang des Glücks

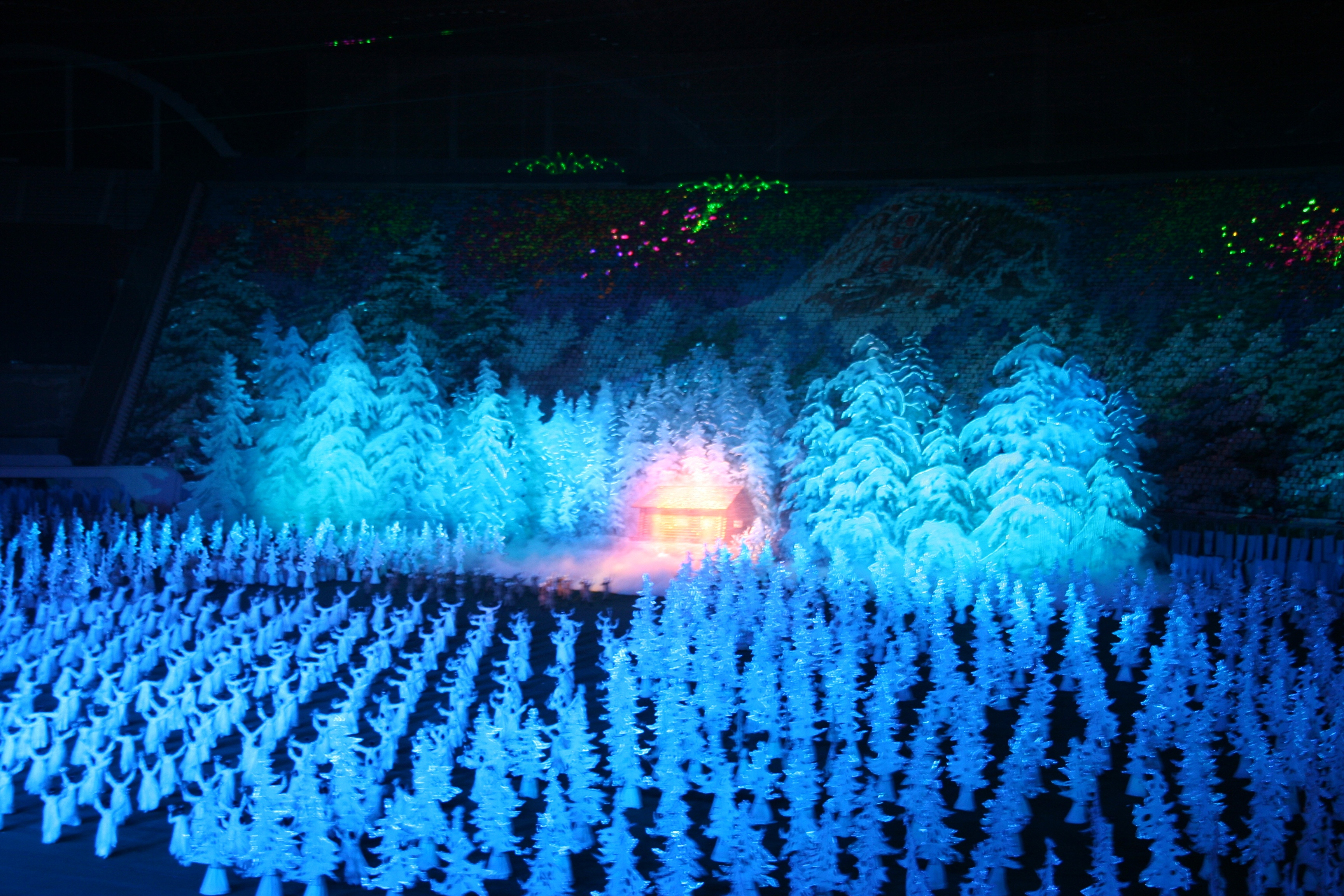
3. Akt, Szene 1

- Szene 1: Das schneebedeckte Heimathaus
- Szene 2: Fliege hoch oh Du unser Wunsch
- Szene 3: Lasset uns unsere Partei lobpreisen

- 4. Akt: Arirang der Wiedervereinigung
- 5. Akt: Arirang der Freundschaft
- Epilog: Arirang der Wiederauferstehung als mächtiges und reiches Land[1]

## Filme
- Daniel Gordon: A State of Mind, 2004